# Jacob Cornelis van Slee

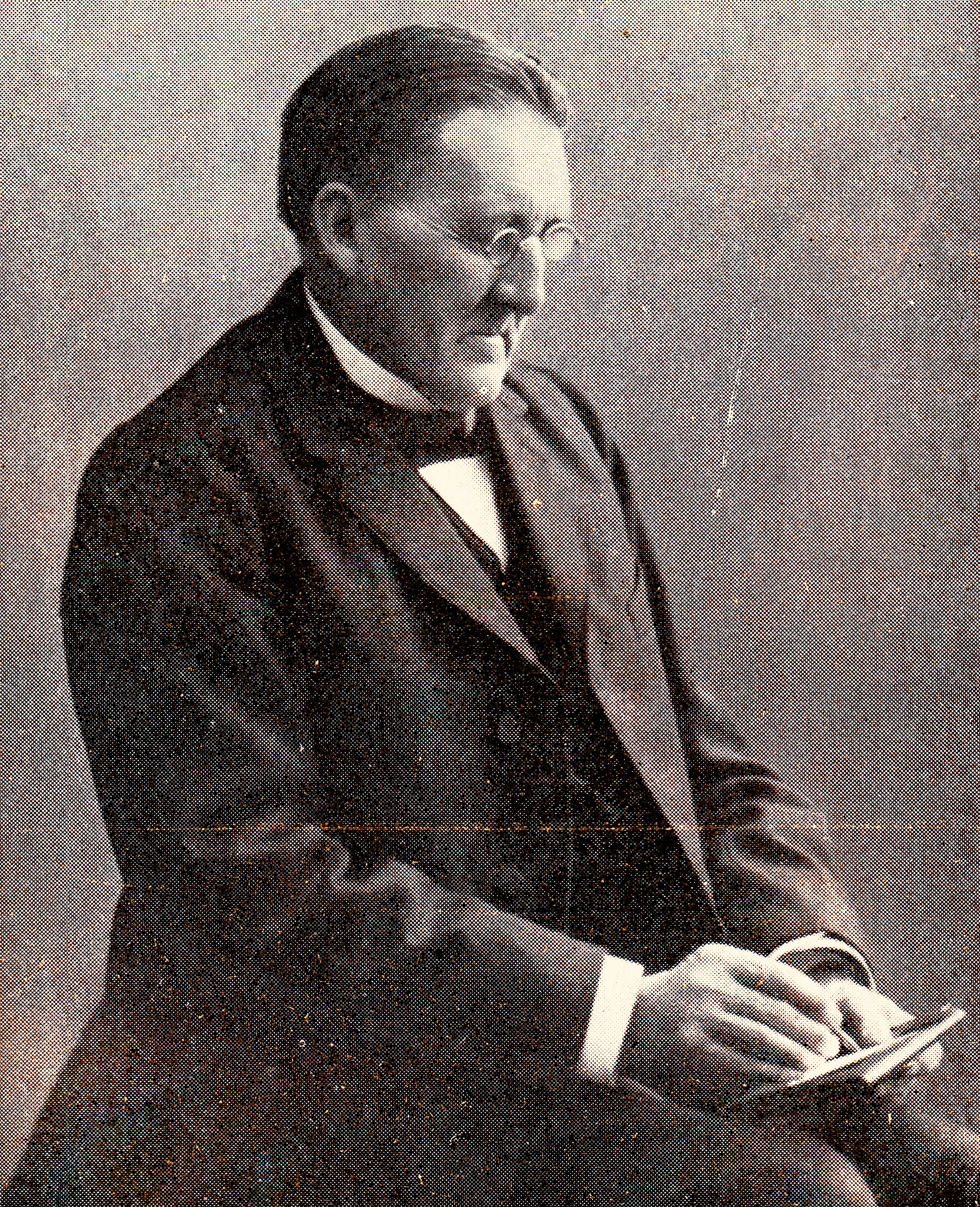
Jacob Cornelis van Slee

Jacob Cornelis van Slee (auch Jacobus Cornelius; * 23. September 1841 in Hillegom; † 21. November 1929 in Diepenveen, Deventer oder Brielle) war ein niederländischer Bibliothekar und Prediger.

## Leben
Slee besuchte zunächst das Athenaeum Illustre Amsterdam und ab dem 22. November 1860 die Universität Leiden. Dort absolvierte er ein Studium der Theologie. Am 12. Januar 1868 wurde er Prediger in Herwijnen. 1873 wechselte er nach Oostzaan, 1877 nach Drumpt und am 13. März 1881 nach Brielle. Nach zehn Jahren 1891 wurde er Prediger in Deventer und das Jahr darauf, am 1. Juni 1892, zudem Bibliothekar am Athenaeum Illustre in Amsterdam, seiner alten Schule. Im Jahr 1893 erhielt er vom Teyler Collegium eine Auszeichnung in Gold. Im Jahr 1904 organisierte er den 28. Taal- en Letterkundig Congres te Deventer, dem er als erster Sekretär vorstand. Am 27. April 1913 hielt er seine Abschiedspredigt als Geistlicher und zog sich für den Ruhestand in die Trappistenabtei Diepenveen zurück.
Slee war in der Zeit seines Ruhestandes weiter schriftstellerisch tätig. Außerdem war er weiter als Bibliothekar aktiv und betreute dabei unter anderem auch das Gymnasium in Deventer. 1914 verlieh ihm die Reichsuniversität Groningen die Ehrendoktorwürde. Seinen Ruhestand widmete er hauptsächlich der Arbeit in den Bibliotheken, wofür er weitere Auszeichnungen erhielt, und organisierte Ausstellungen.

## Schriften (Auswahl)
Slee verfasste eine Reihe von Artikeln für die Allgemeine Deutsche Biographie sowie viele Bibliothekskataloge.
Monographien
- De kloostervereeniging van Windesheim, een filiaalstichting van de broeders van het Gemeene leven, Leiden 1874.
- De Rijnsburger Collegianten, Haarlem 1895.
- Franciscus Martinius, Predikant te Epe 1638-1653. Historische bijdrage tot de kennis van het kerkelijk, maatschappelijk en letterkundig leven in het midden der 17de eeuw, Deventer 1904.
- Geschiedenis van het Socianisme in de Nederlanden, Haarlem 1914.
- Adriaan Florisz. v. Utrecht, de eenigste Nederlandsche paus, Amsterdam 1914.
- Het Necrologium en Cartularium van het Convent der reguliere Kannunikessen te Diepenveen, Utrecht, 1907.

Gedichte
- Aan den koning op zijn 70sten geboorteda, Weekblad of Brielsche Courant, 1887.
- Spaansche kerkzangen naar Ventura Ruiz Aquilera, Deventer Dagblad, 1893.
- Aan de nagedachtenis van mr. A. van Delden overl. Nov. 1898, Deventer Dagblad, 1898.
- Botha, de Wet, De la Reij, Deventer Dagblad, 1902.